# Slag bij Bantam
De Zeeslag bij Bantam vond plaats op 27 december 1601 in de Baai van Bantam, Indonesië. Een Nederlandse expeditievloot van vijf schepen onder leiding van Wolfert Harmensz en een vloot uit Goa onder Andrea Furtado de Mendoça, uitgestuurd om het Portugese gezag in de Indonesische Archipel te herstellen, raakten slaags. De Portugezen werden tot de aftocht gedwongen. Nederland maakte drie schepen buit op een grote Portugese overmacht van acht galjoenen en diverse kleinere schepen.

## Deelnemende schepen

### Nederland
- Gelderland Wolfert Harmensz
- Zeelandia: Jan Cornelisz
- Utrecht: Jan Martensz
- Wachter: Gerrit Hendricksz. Roobol
- Duyfken: Willem Cornelisz. Schouten

### Portugal
- 8 galjoenen
- Diverse schepen, 30 totaal

Slag bij Bantam · Slag bij Colachel · Zeeslag bij de baai van Liaoluo · Slag om de Perzische Golf · Slag bij Cape Rachardo · Slag om Fort Zeelandia